# Anoplodactylus virescens
Anoplodactylus virescens är en havsspindelart som först beskrevs av Hodge, G. 1864.  Anoplodactylus virescens ingår i släktet Anoplodactylus och familjen Phoxichilidiidae. Inga underarter finns listade i Catalogue of Life.